# Macropodisinae
Sous-famille
Les Macropodisinae sont une sous-famille de poissons téléostéens (Teleostei).

## Liste des genres
- Betta Bleeker, 1850.
- Colisa Cuvier in Cuvier & Valenciennes , 1831.
- Ctenops McClelland, 1845.
- Luciocephalus Bleeker, 1851.
- Macropodus Lacepède, 1801.
- Parasphaerichthys Prashad & Mukerji, 1929.
- Parosphromenus Bleeker, 1877.
- Sphaerichthys Canestrini, 1860.
- Trichogaster Bloch & Schneider, 1801.